# 軽金属学会
一般社団法人軽金属学会（けいきんぞくがっかい）は、1951年(昭和26年)に設立されたアルミニウム、マグネシウムなどの軽金属の材料工学を対象とする学会のことである。英語名称は、The Japan Institute of Light Metals（略称JILM）。

## 概要
1951年に設立され、軽金属に関する学術技術の進歩発展を図り、工業の発展に尽くす」を目的とする学会。
年2回春と秋に軽金属学会を開催し、学会誌「軽金属」を月1回発行する他、セミナー、講演会、見学会、出版事業など軽金属の研究に関わる多くの事業を行っている。会長は熊井真次（2022年1月時点）。
軽金属業界大手5社が特別維持会員として、維持会員としてその他の業界企業が128社登録されている。

## 歴史
1947年に発足した軽金属協会を前身に、1951年に「軽金属研究会」として設立された。1965年に「軽金属学会」に改称し、1996年より文部科学省所管の社団法人となる。2011年に一般社団法人へ移行した。